# خوان كارلوس فالينزويلا
خوان كارلوس فالينزويلا (بالإسبانية: Juan Carlos Valenzuela)‏ هو لاعب كرة قدم مكسيكي في مركز الدفاع، ولد في 15 مايو 1984 في هيرويكا غوايماس في المكسيك. شارك مع منتخب المكسيك لكرة القدم. أما مع النوادي، فقد لعب مع نادي أطلس ونادي أمريكا ونادي تيخوانا ونادي تيكوس.

## وصلات خارجية
- خوان كارلوس فالينزويلا على موقع الاتحاد الدولي (مؤرشف)  (الإنجليزية)
- خوان كارلوس فالينزويلا على موقع قاعدة بيانات كرة القدم.إي يو (الإنجليزية)
- خوان كارلوس فالينزويلا على موقع ناشيونال فوتبول تيمز (الإنجليزية)
- خوان كارلوس فالينزويلا على موقع Soccerway.com (الإنجليزية)
- خوان كارلوس فالينزويلا على موقع AS.com (الإسبانية)